# Schlacht bei Charkow (1943)
1941: Białystok-Minsk – Dubno-Luzk-Riwne – Smolensk – Uman – Kiew – Odessa – Leningrader Blockade – Wjasma-Brjansk – Charkow – Rostow – Moskau – Tula

1942: Rschew – Charkow – Ljuban/Wolchow – Kertsch/Sewastopol – Fall Blau – Kaukasus – Stalingrad – Operation Mars

1943: Woronesch-Charkow – Operation Iskra – Nordkaukasus – Charkow – Kursk – Orjol – Donez-Mius – Donbass – Belgorod-Charkow – Smolensk – Dnepr – Kiew

1944: Dnepr-Karpaten – Leningrad-Nowgorod – Krim – Wyborg–Petrosawodsk – Operation Bagration – Lwiw-Sandomierz – Jassy–Kischinew – Belgrad – Petsamo-Kirkenes – Baltikum – Karpaten – Ungarn

1945: Kurland  – Weichsel-Oder – Ostpreußen – Westkarpaten – Niederschlesien – Ostpommern – Plattensee – Oberschlesien – Wien – Oder – Berlin – Prag
Die dritte Schlacht um Charkow fand während des Deutsch-Sowjetischen Krieges im Februar und März 1943 statt. Nach der Niederlage in der Schlacht von Stalingrad drohte der gesamten südlichen deutschen Ostfront der Zusammenbruch. Im Zuge der Woronesch-Charkower Operation konnte die Rote Armee die Stadt Charkow (Charkiw) am 16. Februar 1943 vorübergehend einnehmen. Generalfeldmarschall Erich von Manstein gelang es jedoch, mit einem strategischen Manöver, das oft mit einer Rochade verglichen wird, die Südflanke zu stabilisieren und die Stadt am 14./15. März zurückzuerobern. Dies war der letzte bedeutende Erfolg der Wehrmacht im Krieg gegen die Sowjetunion; mit der Operation Bagration ab Sommer 1944 wandte sich dann das Blatt endgültig.

## Hintergrund

### Die Situation am mittleren Don
Das zum Entsatz der in Stalingrad eingeschlossenen 6. Armee durchgeführte Unternehmen Wintergewitter musste am 23. Dezember 1942 abgebrochen werden, weil die Armeen der Woronesch-und Südwestfront am mittleren Don durchgebrochen waren und nach Süden vorstießen (→ Mittlere Don-Operation). Das sowjetische Oberkommando plante, durch diese und folgende Operationen mehrere Großverbände der Wehrmacht einzukesseln und zu zerschlagen:
- Heeresgruppe B unter Maximilian von Weichs am oberen und mittleren Don
- Heeresgruppe Don unter Erich von Manstein bei Stalingrad
- Heeresgruppe A unter Ewald von Kleist im Kaukasus

Dies hätte für das Deutsche Reich den Verlust von über einer Million Soldaten bedeutet. Die Rote Armee hatte zunächst Erfolg, da ihr am mittleren Don nur die italienische 8. Armee gegenüberstand. So gelang es dem 24. Panzerkorps (Generalmajor W. M. Badanow) beim Raid auf Tazinskaja, in fünf Tagen 240 km weit vorzustoßen. Am 24. Dezember 1942 eroberte das Korps Tazinskaja, das mit seinem Feldflughafen und den dortigen Vorratslagern wichtig für die Versorgung der in Stalingrad eingeschlossenen deutschen Soldaten war. Damit waren die Verbände der am Tschir kämpfenden Armeeabteilung Hollidt von der Einschließung bedroht, denn Badanows Korps war nur noch 130 km von Rostow entfernt. Die Generäle Hoth und Hollidt mussten ihre schlagkräftigsten Divisionen abgeben, da Manstein diese benötigte, um Badanows Einheiten zu stoppen. Die sowjetischen Befehlshaber rechneten nicht mehr mit Widerstand und waren deshalb überrascht, als die 11. Panzer-Division, die 6. Panzer-Division sowie die 306. Infanterie-Division der Wehrmacht das sowjetische Korps einkesselten und aufrieben. An der Bistraja verlor das sowjetische 25. Panzerkorps (Generalmajor P. P. Pawlow) kurz darauf 90 T-34, so dass es seinen Angriff ebenfalls einstellen musste. Durch die Kappung der nördlichen Angriffsspitzen konnte der erste Angriff der 1. Gardearmee von der Armeeabteilung Fretter-Pico im Raum Woroschilowgrad vorerst gestoppt werden.

### Die Situation am Südflügel der Ostfront

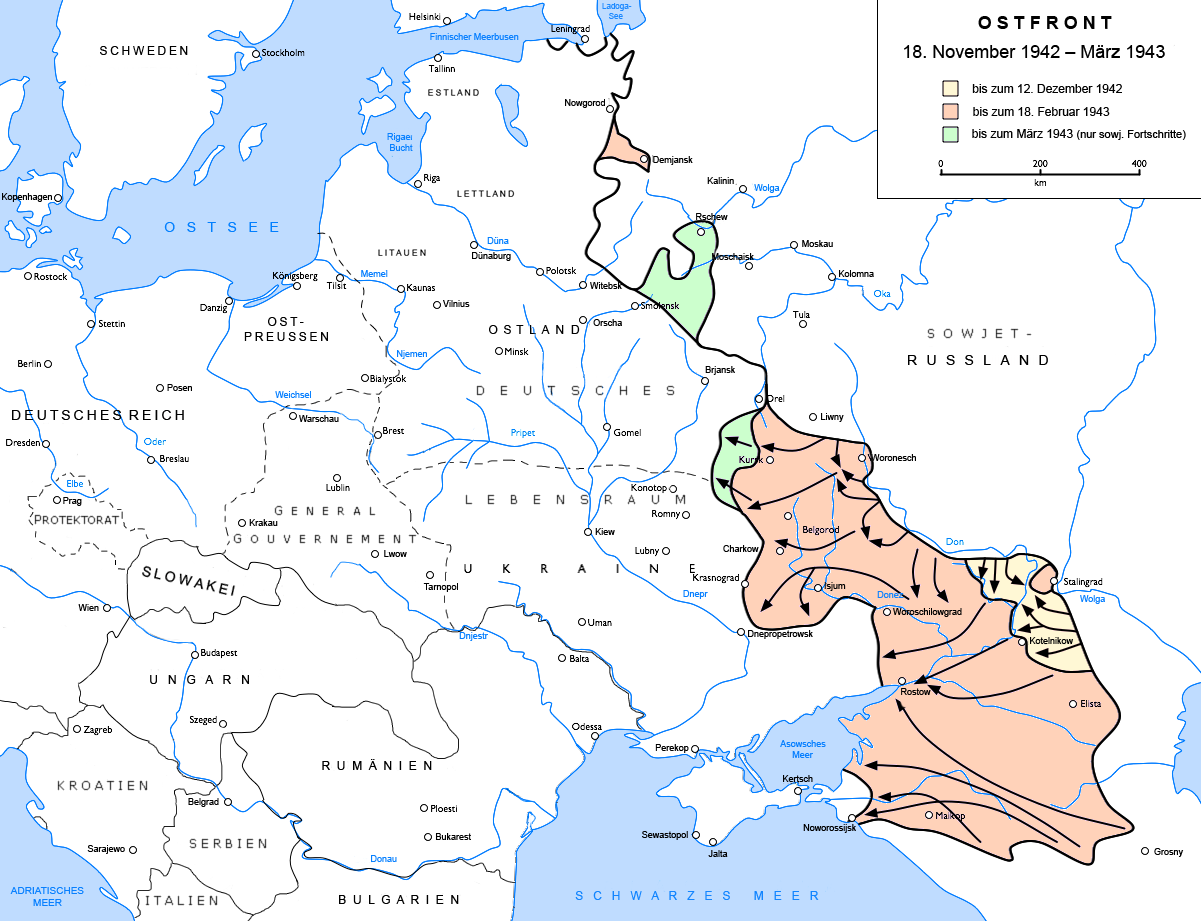
Situation an der Ostfront Anfang 1943

Die Situation weiter südlich am unteren Donez war nicht minder bedrohlich für die deutschen Verbände: Die 51. Armee sowie die 2. Gardearmee hatten eine Lücke zwischen der 4. Panzerarmee Hoths und der Armeeabteilung Hollidt entdeckt und waren durch sie hindurchgestoßen. Ziel war es, durch die Einnahme Rostows der 1. Panzerarmee den Rückzug aus dem Kaukasus abzuschneiden sowie Hoths Armee einzuschließen. Zwar war der Abzug aus dem Kaukasus zu diesem Zeitpunkt bereits eingeleitet worden, die 1. Panzerarmee war jedoch noch immer über 600 km von Rostow entfernt. Die sowjetischen Panzerspitzen waren hingegen am 20. Januar bereits 30 km vor Rostow. Wegen Erschöpfung und Treibstoffmangels verlangsamten sich jedoch die Operationen der Roten Armee, so dass es den Deutschen gelang, Verstärkung heranzuführen und damit einen „Flaschenhals“ für die 1. Panzerarmee offenzuhalten.
Wegen der allgemeinen kritischen Lage im Südabschnitt der Ostfront wurde Anfang Februar das in Frankreich neu formierte SS-Panzerkorps mit drei SS-Divisionen in den Bereich der Heeresgruppe B verlegt, es hatte den Auftrag, die bedrohte Stadt Charkow zu sichern.

## Eroberung Charkows durch die Rote Armee
Nach dem erfolgreichen Durchbruch bei der ungarischen und deutschen 2. Armee im Zuge der Operationen Ostrogoschsk-Rossosch und Woronesch-Kastornoje leitete die Woronescher Front unter Filipp Iwanowitsch Golikow am 2. Februar die Operation Stern («Звезда») ein. Während zwei Armeen der Front den Vorstoß der Brjansker Front auf Kursk unterstützen sollten, griffen die 40. Armee (Generalleutnant Kirill Moskalenko), die neu aufgestellte 69. Armee (Generalleutnant Michail Kasakow) und die 3. Panzerarmee (Generalleutnant Pawel Rybalko) in Richtung Charkow an. Dabei sollte die 40. Armee die Stadt nördlich umgehen und die 69. Armee Charkow über Woltschansk direkt angreifen, während die 3. Panzerarmee die Stadt südlich umgehen sollte. Verantwortlich für die Koordination der drei Armeen war General Alexander Wassilewski.
Am 4. Februar erreichte die 3. Panzerarmee als erste den Donez etwa 20 km östlich von Charkow bei Tschugujew, konnte jedoch gegen die am gegenüberliegenden Flussufer liegende SS-Panzergrenadier-Division Leibstandarte SS Adolf Hitler nicht über den gefrorenen Fluss vordringen. Ein Entlastungsangriff nördlich gegen Belij Kolodez scheitert vor Prikolodnoje, als das 15. Panzerkorps der 3. Panzerarmee auf Verteidigungsstellungen der SS-Panzergrenadier-Division „Das Reich“ stieß. Am 9. Februar erreichte die 40. Armee gegen den Widerstand der 168. Infanterie-Division Belgorod und formte einen Brückenkopf über den Donez. Die 69. Armee erreichte Woltschansk gegen die Aufklärungskräfte der Division Großdeutschland. Die soeben neu auf dem Schlachtfeld eingetroffene motorisierte Infanteriedivision „Großdeutschland“ hatte den Befehl, gegen den Feind zu verzögern und nach Eintreffen aller eigenen Kräfte den Gegner mit gepanzerten Kampfgruppen abzuwehren. Südlich davon hatte das 6. Garde-Kavalleriekorps (Generalmajor S. W. Sokolow) der 3. Panzerarmee über Andrejewka den Feind umgangen und stieß kurz vor Charkow auf Merefa vor. Dadurch war General der Gebirgstruppe Hubert Lanz, dem am 6. Februar als Führer der Armeeabteilung Lanz die Reste der zwischen Don und Donez zurückweichenden Truppen der Heeresgruppe B sowie das aus Frankreich herangeführte SS-Panzerkorps unterstellt worden waren, gezwungen, die deutschen Divisionen am östlichen Donezufer auf Charkow zurückzunehmen. Sie sollten nun Charkow aus dem unmittelbaren Vorfeld der Stadt verteidigen, während die 168. Infanterie-Division versuchte, die offene Flanke zur 2. Armee zu decken.

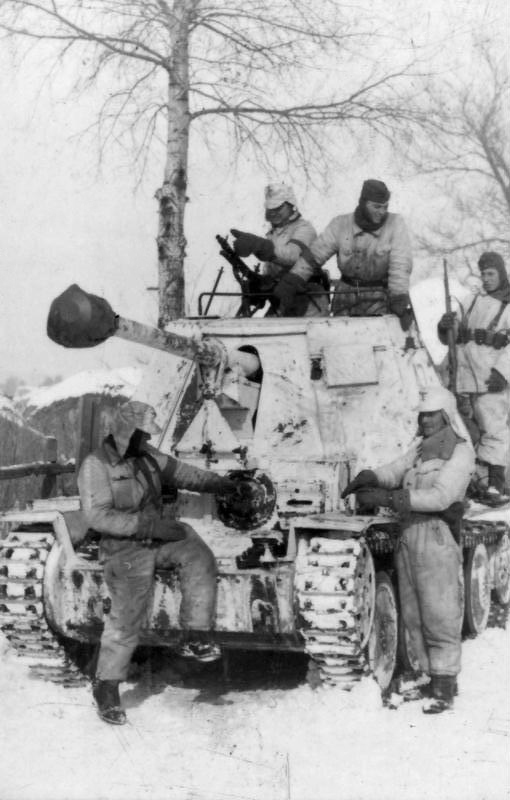
Deutscher Panzerjäger bei Charkow im Februar 1943

Bereits bei seiner Befehlsübernahme war Lanz vom Führerhauptquartier ausdrücklich befohlen worden, nicht nur das zur Festung erklärte Charkow um jeden Preis zu verteidigen, sondern auch mit dem unterstellten SS-Panzerkorps nach Süden zur Unterstützung der Heeresgruppe Don anzugreifen. Obwohl Lanz überzeugt war, unmöglich beide Aufgaben erfüllen zu können, gab er schließlich, von Generalfeldmarschall von Manstein gedrängt, am 10. Februar den SS-Truppen den Befehl zum Angriff. Somit trat die 1. SS-Panzergrenadier-Division „Leibstandarte“ bei Merefa südlich Charkow zum Angriff an (die Division ließ ein verstärktes Panzergrenadier-Regiment zurück, erhielt dafür allerdings ein Panzergrenadier-Regiment von der SS-Division „Das Reich“). Trotz der Behinderung durch hohen Schnee gelang es bis zum 15. Februar, etwa 30 km weit vorzudringen und dabei starke Kräfte des 6. Garde-Kavalleriekorps zu zerschlagen. Nach der Unterstellung der Armeeabteilung Lanz unter die von Manstein neu aufgestellte Heeresgruppe Süd wurde der Auftrag jedoch geändert. Die Armeeabteilung sollte sich nunmehr gänzlich auf die Verteidigung Charkows konzentrieren.
Währenddessen setzten die angreifenden Verbände der Roten Armee ihren Vormarsch fort. Die 69. Armee stieß am 10. Februar über den Donez vor, wurde jedoch 15 km vor der Stadt von Truppen der SS-Panzergrenadier-Division „Das Reich“ gestoppt. In den folgenden Tagen konnte sie nur noch kleinere Angriffserfolge erzielen. Der 3. Panzerarmee gelang der Übergang über den Donez bei Petschenegi und Tschugujew erst in der Nacht zum 10. Februar. Bis zum 11. Februar wurde die Armee jedoch bei Rogan – 10 km vor Charkow – ebenfalls durch Kräfte der SS-Panzergrenadier-Division „Das Reich“ aufgehalten und konnte erst am 12. Februar langsam weiter vordringen. Am 14. Februar gelang es dem 12. und 15. Panzerkorps sowie der 160. Schützen- und der 48. Gardeschützendivision der 3. Panzerarmee, in die östlichen Vororte von Charkow vorzudringen.
Schneller als im Süden war der Vormarsch der 40. Armee, die am 10. Februar die deutsche 168. Infanterie-Division und die Infanteriedivision (mot.) Großdeutschland zum Rückzug zwang und daraufhin mit vier Schützendivisionen und dem 5. Garde-Panzerkorps (General Andrei Krawtschenko, vormals 4. Panzerkorps) vom Nordwesten auf Charkow zustieß. Bereits am 13. Februar erreichte die 340. Schützendivision mit Panzerunterstützung die innere Verteidigungslinie Charkows. Sie stieß am folgenden Tag weiter vor und drang in die nordwestlichen Vororte ein. Am gleichen Tag gelangte die 183. Schützendivision bis Sokolniki am nördlichen Stadtrand und stieß gegen Abend bereits auf das Stadtzentrum vor.
Die vorderen Stoßkräfte der 40. Armee, bestehend aus dem 5. Garde-Panzerkorps, der 305. Schützendivision und der 6. motorisierten Garde-Schützenbrigade umgingen unterdessen die Stadt und besetzten bei Ljubotin die Hauptausfallstraße der deutschen Verteidiger nach Westen. Von Süden und Osten drangen gleichzeitig das 12. und 15. Panzerkorps der 3. Panzerarmee auf Osnowo vor und drohten die in Charkow kämpfenden deutschen Kräfte, bestehend aus der Panzergrenadier-Division Großdeutschland (im Westteil der Stadt), der SS-Panzergrenadier-Division „Das Reich“ (im Norden), dem verstärkten Panzergrenadierregiment der Leibstandarte (im Westteil) und der 320. Infanterie-Division (im Südosten) einzuschließen.
In dieser bedrängten Situation und angesichts von Berichten über Aufstände bewaffneter Zivilisten in Charkow drohte der Führer des SS-Panzerkorps Paul Hausser seinem Befehlshaber General Lanz, bis 16:30 Uhr eigenständig aus der Stadt abzuziehen, sollte dieser nicht einen entsprechenden Befehl geben. Erst nach einem zweimal wiederholten ausdrücklichen Befehl Lanz’ und Mansteins, dem Führerbefehl gemäß Charkow zu verteidigen, erklärte sich Hausser um 21:30 Uhr bereit, die Stellungen zu halten. Doch damit war die Führungskrise in Charkow keineswegs bereinigt. Während die Rote Armee den Ausfallkorridor aus Charkow immer weiter zuschnürte, hatten am Morgen des 15. Februar Einheiten der SS-Panzergrenadier-Division „Das Reich“ eigenmächtig ihre Stellungen am Nordrand der Stadt verlassen, die daraufhin unverzüglich von Kräften der sowjetischen 69. Armee besetzt wurden. Es gelang dem 15. Panzerkorps (Generalmajor W. A. Koptzow), unterstützt durch die 160. Schützendivision, am Ostrand der Stadt weiter vorzudringen. In dieser Situation gab Hausser wiederum eigenmächtig den Befehl zum Rückzug aus Charkow. Das sowjetische 5. Garde-Panzerkorps, die 340., 25. Garde-, 183., 309., und 100. Schützendivision der Generale S. S. Martirosjan, P. M. Schafarenko, A. S. Kostitzyn, M. I. Menschikow und F. I. Perchorowitsch drangen von mehreren Seiten in die Stadt ein. Die deutsche Nachhut in Gestalt des I. Bataillons Grenadierregiment „Großdeutschland“ (Major Remer) zog sich nach Mitternacht zum 16. Februar mit der sichernden Sturmgeschützabteilung (Hauptmann Frantz) aus dem Zentrum von Charkow zurück. Bis zum Mittag des 16. Februar war die Stadt fest in der Hand der Roten Armee. Obwohl er offensichtlich gegen einen Führerbefehl verstoßen hatte, wurde letztendlich nicht Hausser für den Verlust des Prestigeobjektes Charkow zur Verantwortung gezogen, sondern General Lanz, der durch den General der Panzertruppe Werner Kempf ersetzt wurde, obwohl er darauf bestanden hatte, dass Haussers SS-Panzerkorps den Kampf um die Stadt fortsetzte.

## Die deutsche Gegenoffensive

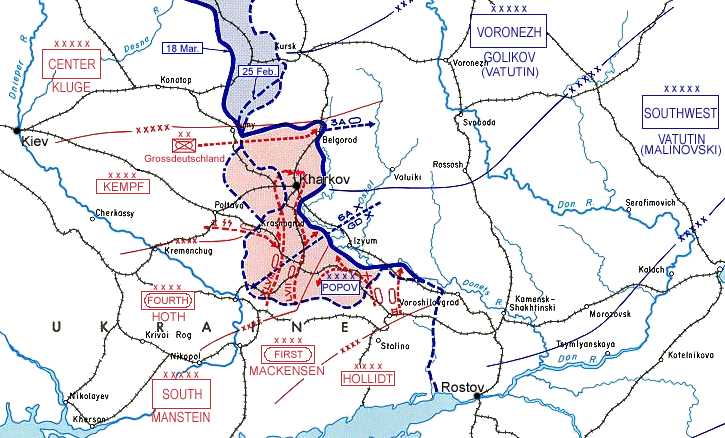
Karte der Schlacht um Charkow

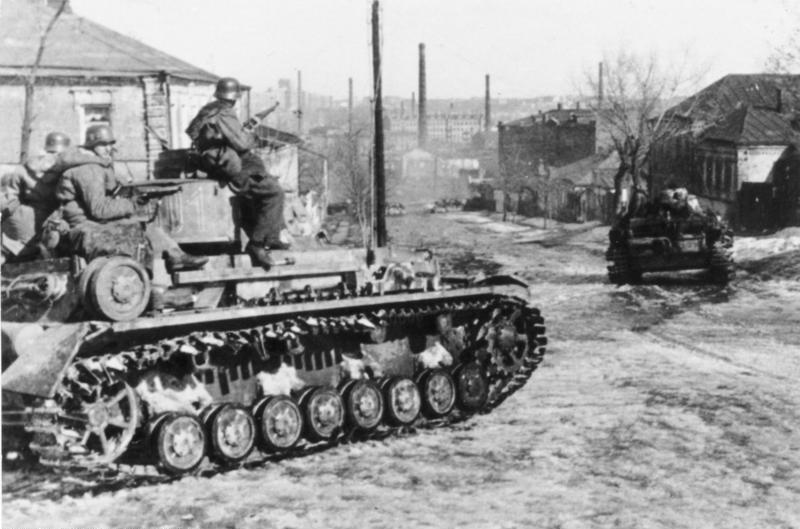
Soldaten der Waffen-SS Division Das Reich bei Charkow am 1. März 1943

Die Strategie, mit der Manstein den Gegenschlag auszuführen gedachte, wurde von ihm „Schlagen aus der Nachhand“ genannt. Dieses sah Folgendes vor: Der Feind sollte zunächst weit vorstoßen, sich in Sicherheit wiegen und dann unter Ausnutzung der bei einem derartig schnellen Vormarsch zumeist auftretenden Nachschubprobleme von den Flanken her geschlagen werden. Hitler, wütend wegen Haussers Befehlsverweigerung, flog am 17. Februar in Mansteins Hauptquartier, wo der Feldmarschall dem Oberbefehlshaber seine Strategie erläuterte. Hitler bestand zunächst auf einer baldigen erneuten Eroberung Charkows, doch gelang es ihm nicht, sich durchzusetzen.
Durch die mehr als 150 Kilometer breite Lücke zwischen der Armeeabteilung Kempf und der 1. Panzerarmee waren Truppen der sowjetischen Südwestfront (1. Gardearmee, 6. Armee sowie die „Gruppe Popow“) weit ins Hinterland der Heeresgruppe Süd durchgebrochen und hatten die Eisenbahnstrecke östlich von Dnepropetrowsk unterbrochen. Da die sowjetischen Truppen zu diesem Zeitpunkt nur noch 60 km vom Dnjepr entfernt waren, beschloss Manstein – sehr zum Ärger Hitlers – die am Mius stationierten Panzerverbände abzuziehen und gegen Markian Popows Stoßkeile einzusetzen. Außerdem standen die sowjetischen Panzerspitzen nur noch 60 km vor Saporischschja, wo sich Mansteins Hauptquartier befand. Als Hitler dies erfuhr, flog er zurück, und somit hatte Manstein die Möglichkeit, seinen Plan umzusetzen.

### Der Gegenangriff der 1. Panzerarmee
Die Truppen der deutschen 1. Panzerarmee mussten zuerst mit der nötig gewordenen Gegenoffensive beginnen. Ziel war es, der Panzergruppe Popow in den Rücken zu fallen und ihr die Nachschubwege abzuschneiden. Zur Sicherung und Schließung der offenen linken Frontlücke wurde das Panzerarmeeoberkommando 4 von der Mius-Front abgezogen und – verstärkt durch das nach Süden verlagerte SS-Panzerkorps sowie zwei weiterer Panzerkorps – nach Dnepropetrowsk verlegt. Die Aufgabe des Generalobersten Hoth war es zunächst, den tiefen Einbruch des sowjetischen 25. Panzerkorps (Generalmajor P. P. Pawlow) durch Gegenangriffe im Raum Pawlograd zu bereinigen.
Ab 19. Februar erfolgten Gegenangriffe gegenüber der Panzergruppe Popow und den linken Flügel der Südwestfront seitens des XXXX. Panzerkorps (7. und 11. Panzerdivision) und des III. Panzerkorps mit der Hauptstoßrichtung auf Slawjansk und Barwenkowo. Da sich Erschöpfung und Nachschubprobleme auf sowjetischer Seite bemerkbar machten, bat General Popow am 20. Februar darum, seine Panzergruppe zurücknehmen zu dürfen. Der Kommandeur der Südwestfront Nikolai Watutin, dessen Optimismus nach wie vor ungebrochen war, verweigerte ihm dies. Damals verkannte das sowjetische Hauptquartier immer noch die deutschen Absichten und glaubte, die Wehrmacht wolle auf den Dnepr zurückzuweichen.
Die Panzergruppe Popow und die sowjetische 6. Armee wurden vom deutschen Angriff völlig überrascht, eingekesselt und zum großen Teil aufgerieben. Die dezimierte 6. Armee musste auf das nördliche Donez-Ufer zurückweichen, behielt aber mit der 1. Gardearmee starke Brückenköpfe bei Balakleja und Isjum. Die Truppen der deutschen 1. Panzerarmee standen am 28. Februar wieder am Donez. Danach klaffte in der sowjetischen Front eine 200 km breite Lücke, so dass die Stawka zur Schließung der Lücke die Angriffsoperationen bei Woroschilowgrad einstellen musste. Am 2. März eroberte die deutsche 333. Infanterie-Division im Zusammenwirken mit der 3. Panzerdivision (Generalleutnant Franz Westhoven) Slawjansk und Bogoroditschno.

### Der Gegenangriff der 4. Panzerarmee
Der 22. Februar 1943 markiert den eigentlichen Wendepunkt der Schlacht durch die für die Truppen der Woroneschfront unerwartete Gegenoffensive der deutschen 4. Panzerarmee aus der Linie Krasnograd (SS-Panzerkorps) – Fluss Samara (LVII. Panzerkorps) – Pawlograd (XXXXVIII. Panzerkorps) zum Donez. Da GFM. von Manstein die 6. und 17. Panzerdivision erst kurz zuvor in die Bereitstellungsräume herangeführt hatte, gelang die Täuschung des Gegners. Die Stawka glaubte bis dahin, dass die Wehrmacht nach der Aufgabe Charkows (16. Februar) sich nur auf hinhaltenden Widerstand beschränken würde. Zudem gelang es am 14. Februar den Truppen der Südfront mit der 28. Armee, die Stadt Rostow endgültig freizukämpfen.
Am 6. März traten die deutsche 4. Panzerarmee und die Armeeabteilung Kempf zur Offensive gegen die sowjetische 3. Panzer- sowie die 69. Armee an. Die Offensive des II. SS-Panzerkorps startete aus den Raum nördlich Krasnograd nach Norden auf Charkow. Die 1. SS-Pz.Gren.Div. „Leibstandarte“ rückte etwa 25 km vor und bildete Brückenköpfe am Fluss Mscha östlich der Stadt Walki. Um die Artilleriestellungen der dort haltenden 48. Garde-Schützendivision (Oberst Nikolai Matwajewitsch Makowtschuk) zu zerstören, wurden schwere Tiger-Panzer eingesetzt. Die 3. SS-Pz.Gren.Div. „Totenkopf“ hatte die Aufgabe, die linke Flanke des Korps zu decken und überquerte die Mscha hinter der „Leibstandarte“. Der Vormarsch des XXXXVIII. Panzerkorps stockte – der größte Teil der rechts eingesetzten 6. Panzerdivision waren in Straßenkämpfe um den Eisenbahnknotenpunkt Taranowka mit der 25. Garde-Schützendivision (Generalmajor Pawel Mendeljewitsch Schafarenko) und der 179. Panzerbrigade (Oberst F. N. Rudkin) verwickelt. Die links eingesetzte 11. Panzerdivision drängte Teile des 6. Garde-Kavalleriekorps (Generalmajor S. W. Sokolow) über den Mscha-Abschnitt zurück, konnte aber vorerst noch keinen Brückenkopf bilden. Gleichzeitig zeichnete sich auch vor der Front der sowjetischen 69. Armee eine Bedrohung ab, weil der rechte Flügel der Armeeabteilung Kempf seinerseits mit Gegenangriffen startete.
Am 7. März traf Manstein die Entscheidung, den Angriff auf Charkow trotz des Tauwetters weiter fortzusetzen. Anstatt östlich von Charkow anzugreifen, beschloss Manstein, den Angriff im Westen von Charkow auszurichten und die Stadt im Norden über Bogoduchow zu umfassen. Dafür wurde insbesondere die motorisierte Infanteriedivision „Großdeutschland“ angesetzt. Auch der Einsatz der Luftflotte 4 gegen die sowjetischen Panzertruppen spielte eine entscheidende Rolle für den Erfolg der folgenden Gegenoffensive. Der Gegner des SS- und des XXXXVIII. Panzerkorps war die sowjetische 3. Panzerarmee, deren Panzerbrigaden nach den Einsätzen bei der benachbarten Südwestfront nach Norden zurückgekehrt waren. Weil das 12. und 15. Panzerkorps bereits schwere Verluste erlitten hatten, musste die Stawka dem General Rybalko zur Verteidigung Charkows schnell neue Reserven zuführen.
Bei der westlich der 4. Panzerarmee ebenfalls im Angriff stehenden Armeeabteilung Kempf wurde am 7. März morgens die am rechten Flügel operierende motorisierte Infanteriedivision „Großdeutschland“ (Generalmajor Walter Hoernlein) aus der zweiten Staffel mit drei gepanzerten Kampfgruppen zum Angriff eingesetzt. Diese Division sollte die bereits vorrückenden Formationen der 320. Infanteriedivision überholen und entlang des rechten und linken Ufers des Kolomak nach Nordosten vorgehend die Dörfer Kowjag und Wysokopole erreichen. Dann sollte die motorisierte Infanteriedivision „Großdeutschland“ mit den Kampfgruppen Wätjen (Aufklärung), Strachwitz (Tiger) und Beuermann (Panzer IV) nach Norden Richtung Bogoduchow durchbrechen. Parallel zu „Großdeutschland“ sollte rechts davon das SS-Pz.-Gren.-Rgt. 5 (SS-Totenkopf Inf.Rgt. 1) der SS-Division „Totenkopf“ vorrücken. Die 167. Infanterie-Division (Generalleutnant Wolf-Günther Trierenberg) des Korps Raus sollte – unterstützt von der 13. Kompanie/III. Panzerabteilung (Tiger) der Division „Großdeutschland“ – Bogoduchow von Westen her angreifen. Als Gegner verteidigte an diesem Abschnitt die sowjetische 69. Armee, welcher als Verstärkung Teile des dezimierten 12. Panzerkorps (Oberst Mitrofan Iwanowitsch Sinkowitsch) zugeführt wurden. Tagesziel des SS-Panzergrenadier-Regiment 2 (Obersturmbannführer Theodor Wisch) der „Leibstandarte“ für 7. März war die Einnahme der Stadt Walki. Die Schützenregimenter 143 und 146 der sowjetischen 48. Garde-Schützendivision (Oberst Nikolai Matwajewitsch Makowtschuk) wurden umzingelt. Das Aufklärungsbataillon und das Panzerbataillon der „Leibstandarte“ nahmen Funkkontakt mit der Nachrichtenabteilung der motorisierten Infanteriedivision „Großdeutschland“ auf.  Das SS-Panzergrenadier-Regiment 1 (Obersturmbannführer Fritz Witt, ab 10. März Obersturmbannführer Albert Frey) rückte am 7. März aus dem Brückenkopf an der Mscha weiter in nördlicher Richtung vor. Das SS-Panzerregiment „Deutschland“ (Obersturmbannführer Heinz Harmel) der Division „Das Reich“ beendete am 7. März die Kämpfe um Nowaja Wodolaga und bildete bei Pawlowka einen weiteren Brückenkopf über die Mscha. Dem SS-Panzergrenadier-Regiment „Der Führer“ (Obersturmbannführer Otto Kumm) wurde befohlen, die vom benachbarten Regiment eroberten Übergänge zu benutzen und weiter auf Kowjagi und Ljubotin vorzustoßen.
Am 8. März erzielte das II. SS-Panzerkorps ein entscheidendes Ergebnis, die Verteidigung der Truppen der 3. Panzerarmee wurde südwestlich von Charkow durchbrochen. Der Hauptschlag des SS-Panzerkorps richtete sich in Richtung Nowaja Wodolaga und Merefa, weitere Angriffe erfolgten in Richtung Znamenka, Staraja Wodolaga, Odrynka. Teile der bereits geschwächten 48. Garde-Schützendivision konnten dem deutschen Angriff nicht standhalten und zogen sich in das Gebiet von Manuilowo zurück. Die 104. Schützenbrigade verteidigte die Linie Pankowo, Staraja Wodolaga. Die 253. Schützen-Brigade und die 195. Panzer-Brigade erhielten den Befehl, sich auf das nördliche Mscha-Ufer des Flusses auf Rakitnoje und Utkowka zurückzuziehen. Der Vorstoß der SS-Division „Das Reich“ auf Charkow konnte am 8. März wegen des zurückbleibenden XXXXVIII. Panzerkorps nicht energisch fortgesetzt werden, wodurch das Regiment „Deutschland“ gezwungen war, sich mit Front nach Osten zu verteidigen, und nur das Regiment „Der Führer“ die Offensive auf die Stadt fortführte. Ein langfristiges Festlaufen der 6. und 11. Panzerdivision südlich von Charkow wäre für die deutsche Führung riskant gewesen und hätte den abschließenden Erfolg des SS-Korps verhindert. Die SS-Division „Totenkopf“ wurde hinter der linken Flanke der „Leibstandarte“ zurückgezogen, um bald die westliche Außenfront der eingekreisten Stadt zu bilden.

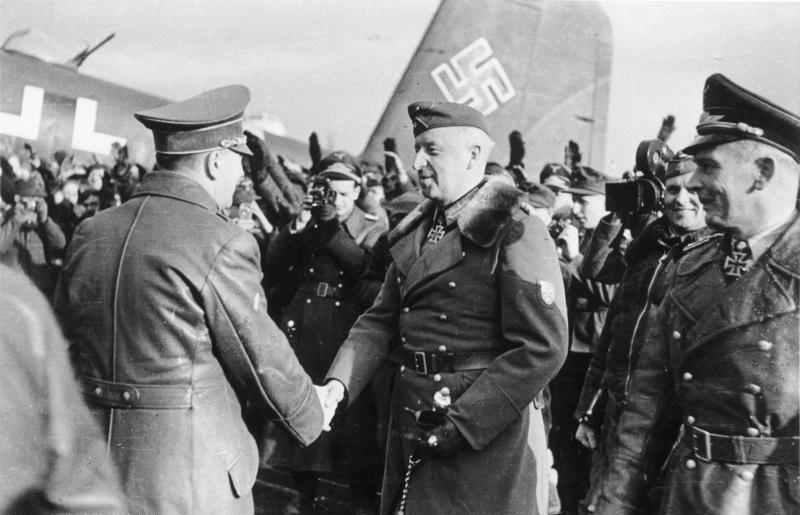
Hitler beglückwünscht Manstein bei einem Frontbesuch in Saporischschja am 10. März zu dessen erfolgreich verlaufenden Offensive

### Lage der Roten Armee im Raum Charkow
Seit der Rückeroberung am 16. Februar hatte sich die Stadt Charkow auf die Verteidigung vorbereitet. Am 2. März wurde Generalleutnant Dmitri Timofejewitsch Koslow zum Leiter der Verteidigung ernannt. General Rybalko hatte noch nicht erkannt, dass der deutsche Offensivplan die Umgehung der Stadt und nicht den Frontalangriff auf Charkow vorsah. Zur Verteidigung der 75 Kilometer langen Front der 3. Panzerarmee im Raum Charkow standen Rybalko dann nur mehr die 48. Garde-Schützendivision, die 184. und 350. Schützendivision, die 195. und 179. Panzerbrigade sowie das 6. Garde-Kavalleriekorps zur Verfügung. Die 62. Garde-Schützendivision, die als Garnison in der Stadt verblieb, und die lokale Bevölkerung hatten Gräben, Stacheldrahtzäune und Barrikaden angelegt. Zur Verteidigung von Charkow kamen als Verstärkung die 17. NKD-Schützenbrigade (Oberst I. A. Tankopi), die 86. Panzerbrigade sowie drei Panzerabwehrregimenter zur Verstärkung der 3. Panzerarmee an.
Am 9. März trat das 2. Garde-Panzerkorps (Generalmajor M. W. Badanow) von der 3. Gardearmee der Südwestfront zur 3. Panzerarmee über, die aus 120 Panzern bestand. Außerdem wurde das 3. Garde-Panzerkorps (Generalmajor I. A. Wowtschenko) von der Südfront zur Woronesch-Front transferiert. Das Oberkommando der Woronesch-Front befahl alle eigenen Angriffe im südöstlichen Raum von Charkow durch das 6. Garde-Kavalleriekorps und das 2. Garde-Panzerkorps zu stoppen und einen Angriff auf die Flanke der deutschen Truppen im Nordwesten von Charkow vorzubereiten. Zu diesem Zweck wurde bei der 40. Armee eine Stoßgruppe gebildet, bestehend aus 183., 340. und 107. Schützendivision sowie der 102. Panzerbrigade. Die hier gegenüber operierte SS-Pz.Gren. Division „Totenkopf“ besetzte Olschany, bildete östlich davon zur Mittagszeit Brückenköpfe am Udy-Fluss und bereitete eine Rundumverteidigung vor.
Am 9. März morgens erreichte die Kampfgruppe Peiper, welche an der Spitze stand, Dergatschi und schnitt südlich davon die Rollbahn auf Charkow ab. Das SS-Panzerkorps drehte nach Osten ein, um die nördliche Umfassung Charkows zu beginnen. Die Versuche der Stawka, den deutschen Vormarsch durch den Einsatz der frischen 19. Schützendivision (Oberst Georgi Alexejewitsch Gogolitzin) und der 186. Panzerbrigade (Oberstleutnant Alexander Wassiljewitsch Owsjannikow) einzudämmen, schlugen fehl. Die Panzergrenadier-Division „Großdeutschland“ hatte nach Norden umgruppiert und zielte darauf ab, jetzt die 69. Armee von der 3. Panzerarmee zu trennen. Am gleichen Tag versuchte das Oberkommando der Südwestfront, den nördlichen Nachbarn gegenüber dem deutschen LVII. Panzerkorps zu entlasten. Aus dem Befehlsbereich der 3. Gardearmee traf das 2. Panzerkorps (Generalmajor Alexei Fjodorowitsch Popow) ein, das einen Gegenangriff im Raum Smijew startete. Dieser wurde jedoch von der deutschen 106. Infanteriedivision (Generalleutnant Werner Forst) abgewiesen.
Die deutsche 6. Panzerdivision hingegen konnte am 9. März den Widerstand des 78. Garde-Schützenregiments der 25. Garde-Schützendivision (Oberst P. M. Schafarenko) in Taranowka endlich brechen. Nach der um 14.45 Uhr gelungenen Besetzung von Rakitnoje rückte auch die 11. Panzerdivision weiter in Richtung Merefa vor, dem Panzer-Regiment 15 (Oberstleutnant Theodor Schimmelmann) gelang es, die Mscha entlang der vom SS-Regiment „Deutschland“ gebauten Brücken zu überqueren und ab 11.30 Uhr in den Rücken der noch haltenden Panzerbrigaden Rybalkos zu gelangen. Der Vorstoß des deutschen XXXXVIII. Panzerkorps zwang die Führung der 3. Panzerarmee, die in Charkow stationierte 62. Garde-Schützendivision (Generalmajor Georgi Michailowitsch Saitzew) aus der Stadt abzuziehen, um die bedrohten Stellungen zwischen Borki und Merefa südöstlich der Stadt zu verstärken. Die Angriffe südlich von Charkow brachten den beiden Divisionen des XXXXVIII. Panzerkorps aber große Verluste – am 10. März verfügte die 11. Panzerdivision über noch 29, die 6. Panzerdivision über nur noch 6 einsatzbereite Panzer.
Bei der sowjetischen 3. Panzerarmee trafen die 86. Panzerbrigade und die 303. Schützendivision ein und übernahmen die Verteidigungsstellungen zwischen Korotysch und Beresowka. Die SS-Division „Das Reich“ verbrachte den 9. März mit der 303. Schützendivision (Generalmajor Iwan Iwanowitsch Ladygin) im Kampf um den Ort Korotysch, das am Abend vom Regiment „Der Führer“ genommen wurde. Das Regiment „Deutschland“ konzentrierte sich nördlich von Korotytsch, um Charkow von Westen her anzugreifen.
Ab diesem 9. März konzentrierte die Rote Armee ihre mobilen Reserven bei Tschugujew, wo am 11. März um 3:00 Uhr auch das von der 3. Gardearmee übertragene 2. Panzerkorps eintraf. Die neue Aufgabe des Korps bestand darin, zusammen mit dem 2. und 3. Garde-Panzerkorps unter W. M. Badanow und I. A. Wowtschenko am Gegenangriff teilzunehmen. Am 10. März wurde der Armee Rybalkos auch das 18. Panzerkorps (Generalmajor B. S. Bacharow) zugeführt, das nach den Kämpfen im Raum Slawjansk nur noch aus der 170. Panzerbrigade (6 Panzer T-34 und 22 T-70) und dem frischen 141. Panzerregiment (4 T-34 und 6 T-70) bestand. Ursprünglich sollte das 18. Panzerkorps bei Angriffen auf die Flanke der deutschen Gruppierung im Raum Isjum zur Unterstützung der 53. Garde-Schützendivision (Generalmajor Michail Nikitowitsch Kleschin) eingesetzt werden.

### Rückeroberung Charkows durch das SS-Panzerkorps

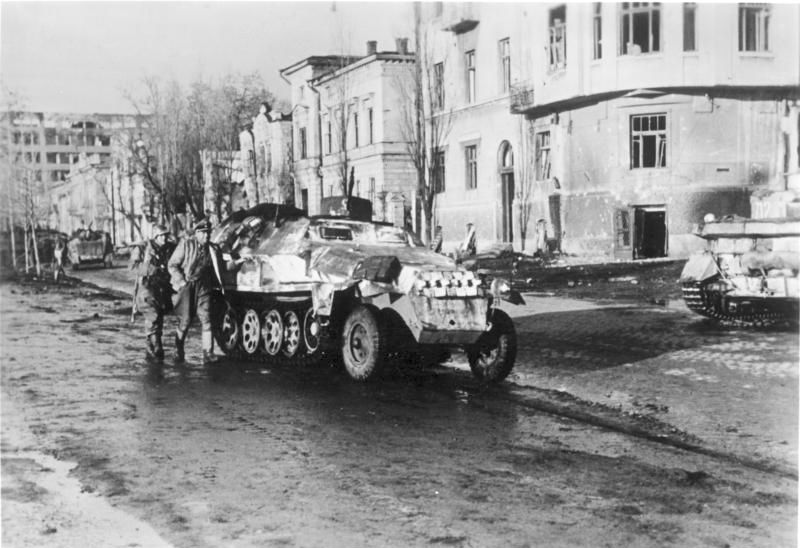
Im Schutze eines Schützenpanzerwagens geht der Regimentskommandeur einer SS-Panzer-Grenadier-Division Fritz Witt mit Soldaten auf der Sumskaja-Straße in Charkow vor, 14. März 1943

Am 10. März begann der Angriff des SS-Panzerkorps auf Charkow. SS-Obergruppenführer Paul Hausser verfolgte einen eigenen Angriffsplan, wobei die Division „Das Reich“ aus dem Westen, die „Leibstandarte“ aus dem Norden und die Division „Totenkopf“ von Süden und Südosten angriffen. Bereits am 11. März wurde Bogoduchov von der Gruppe Strachwitz der motorisierten Infanteriedivision „Großdeutschland“ erobert, die sowjetische 40. Armee griff ihrerseits die Division Großdeutschland an, um den verloren Kontakt zur 3. Panzerarmee wiederherzustellen, zudem war eine ungedeckte Lücke zwischen der 40. und 69. Armee entstanden. Es gab dort keine sowjetischen  Kräfte, welche die Stadt vor einer Umfassung aus dem Norden schützen konnten. Dies zwang das Kommando der Woronesch-Front, die 2. und 3. Garde-Panzerkorps an die 40. bzw. 69. Armee zu übertragen. Der ursprüngliche Plan eines Gegenangriffs der 3. Panzerarmee im Süden von Charkow musste aufgegeben werden. Unterdessen erhielt das SS-Panzerkorps um 14.50 Uhr einen weiteren Befehl von Generaloberst Hoth, wonach die SS-Division „Das Reich“ vom westlichen Stadtrand von Charkow an die Ostflanke des SS-Panzerkorps zu wechseln hatte. Diese Division sollte südlich auf Smijew in den Rücken der vor dem XXXXVIII. Panzerkorps haltenden sowjetischen Truppen stoßen. Die SS-Division „Leibstandarte“ (Obergruppenführer Sepp Dietrich) wurde zum Träger der folgenden Straßenkämpfe in Charkow. Am Morgen des 11. März startete die Division mit drei Kampfgruppen den Angriff auf die Stadt. Zunächst wurden die sowjetischen Stellungen überrannt, doch gerieten die SS-Angriffsverbände bald darauf in Gefahr, selbst eingeschlossen zu werden.
Der 12. März verlief im Zeichen der Entscheidung: In den Morgenstunden drohte der deutsche Vormarsch infolge eines Panzerangriffs seitens der Roten Armee in die offene Flanke zu scheitern. Die Sowjets wollten einen Keil zwischen Voraustruppen und das Gros des SS-Verbandes treiben. Die SS-Division „Das Reich“ griff am im Westen von Charkow an. Eine SS-Kampfgruppe versuchte, die Brücke über den Fluss Udy zu erobern und damit in den Rücken der sowjetischen 303. Schützendivision zu gelangen.
Die SS-Division „Das Reich“ zog sich aus der Stadt zurück, indem sie einen von „Leibstandarte“ eröffneten Korridor benutzte, um Süd-Charkow zu durchqueren und sich östlich der Stadt neu zu gruppieren. In der Nacht verband sich die Kampfgruppe Peiper mit dem 2. Bataillon auf dem Dscherschinski-Platz, griff nach Süden an und bildete einen Brückenkopf am Fluss Charkiw, der den Weg zur Moskauer Straße öffnete. In der Zwischenzeit erreichte der linke Flügel der Division „Leibstandarte“ die Kreuzung der Ausfallstraßen nach Woltschansk und Tschugujew und ging in die Defensive, um mehrere sowjetische Gegenangriffe abzuwehren. Obwohl sich die Masse der Division „Das Reich“ inzwischen aus der Stadt zurückgezogen hatte, blieb ein einzelnes Panzergrenadier-Regiment zurück, um die südwestliche Ecke der Stadt zu säubern. Damit wurden zwei Drittel der Stadt effektiv unter deutsche Kontrolle gestellt. Kurz vor Mitternacht lösten sich Einheiten der 303. Schützendivision aus der Linie von Pesochin – Juschny – und zogen sich in das Dorf Schichar zurück.
Am Morgen des 14. März nahm die 303. Schützendivision Verteidigungsstellungen am Ostufer des Flusses Udy im nördlichen Stadtrand des Vorortes Besljudowka ein, mit der Front im Westen. Letzte sowjetische Versuche, durch weitere Gegenangriffe den erneuten Verlust der viertgrößten Stadt des Landes mit allen verfügbaren Kräften zu verhindern, scheiterte am hartnäckigen deutschen Widerstand. Die SS-Verbände, die ihre Bemühungen noch verstärkten, besetzten bis zum Abend die Vororte Ternowaja, Lisogubowka, Borowoje sowie Wodjanoje und unterbrachen alle Versorgungswege. Zu diesem Zeitpunkt verteidigten in der Stadt noch Einheiten der 19. Schützendivision und der 17. NKWD Brigade mit Unterstützung der 86. und 179. Panzerbrigade. Die 62. Garde-Schützendivision und die Reste der dezimierten 303. und 350. Schützendivision nahmen Verteidigungspositionen zwischen Schichar und Besljudowka ein, die 104. Schützenbrigade verteidigte bei Ljaljuki und die 253. Schützenbrigade hielt bei Kulinitschi.
Generalmajor J. J. Below, der letzte Verteidiger der Stadt, beschloss in Richtung Südosten nach Smijew und Tschugujew auszubrechen. Der Durchbruch sollte von zwei Gruppen durchgeführt werden. Die erste umfasste die 303. und 350. Schützendivision und die 17. NKWD-Brigade, die zweite – die 19. Schützendivision sowie die 253. und 104. Schützenbrigade, sowie die 86. und 195. Panzerbrigade. Die 62. Garde-Schützendivision hatte bis zuletzt den Rückzug zu decken. Beim Ausbruch der ersten Gruppe, wo die 179. Panzerbrigade unter Oberst Filipp Nikitowitsch Rudkin die Spitze in Richtung auf Stary Saltow führte, fielen die Kommandeure der 17. NKWD-Brigade, Oberst I. A. Tankopi sowie der Kommandeur der 62. Garde-Schützendivision, Generalmajor G. M. Saitsew. Letzter Widerstand im Traktorenwerk wurde von den deutschen Truppen am 15. März niedergekämpft.
Am 17. März konzentrierten sich die sowjetischen Verteidiger von Charkow wieder am Ostufer des Flusses Donez.
Am 18. März fiel auch Belgorod wieder in deutsche Hand. Die sowjetische 21. Armee unter Generalleutnant Iwan Michailowitsch Tschistjakow (51., 52., 67., 71. Garde-, sowie 160. und 376. Schützendivision) war aus der Stawka-Reserve im Anmarsch aus dem Raum südlich von Obojan und konnte die Frontlücke zwischen der 40. und 69. Armee schließen. Bis zum 21. März konnte die 21. Armee auch den deutschen Vormarsch nordwestlich von Belgorod stoppen und ging an der neuen Frontlinie Dmitrijewka - Trirechnoje - Beresow - Schopino in Verteidigung über. Die ebenfalls aus dem Raum Stalingrad herangeführte 64. Armee wurde am 16. April aufgelöst und das Oberkommando am 1. Mai zur Bildung der 7. Gardearmee verwendet.

## Folgen

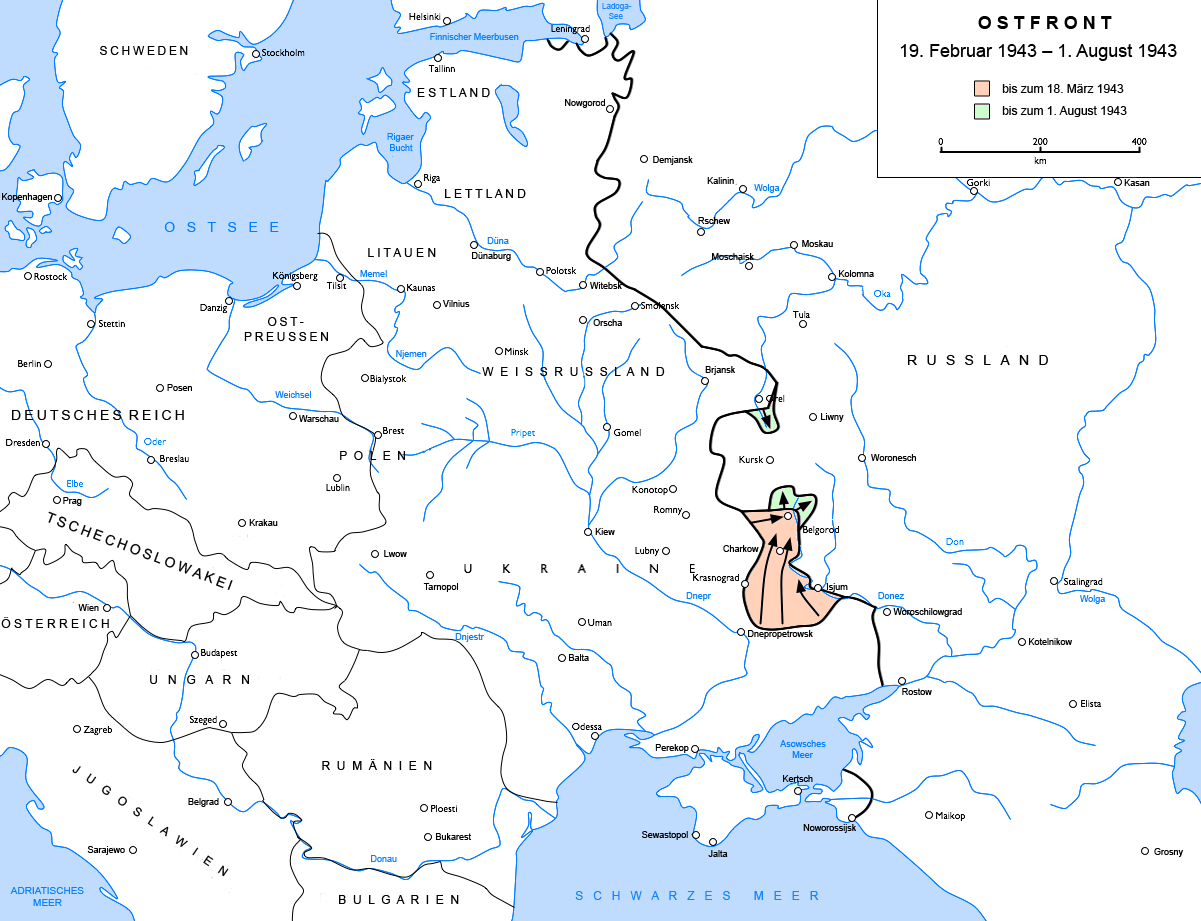
Frontbogen bei Kursk als Ergebnis der Schlacht um Charkow

Durch die Gegenoffensive konnte die deutsche Wehrmacht den Südabschnitt der Front stabilisieren und einen drohenden Zusammenbruch verhindern, der selbst die Niederlage von Stalingrad in den Schatten gestellt hätte. Seit Mitte Februar konnten zwei sowjetische Armeen (Panzergruppe Popow und 6. Armee) ausgeschaltet werden, zuletzt war in Charkow auch die 3. Panzerarmee vollständig dezimiert worden.
Die Rote Armee verlor vom 4. bis zum 25. März 1943 in der Charkiwer Verteidigungsoperation 86.496 Mann (darunter 45.219 Tote und Vermisste), nachdem die vorangegangenen Angriffsoperationen im Rahmen der Woronesch-Charkower Operation bereits einen Blutzoll von 153.561 Soldaten (darunter 55.475 Tote und Vermisste) gefordert hatten.
Die Auflösung des Oberkommandos der sowjetischen 3. Panzerarmee, das fast 11 Monate bestand und über bedeutende Kampferfahrung verfügte, war bereits ausgemachte Sache. Auf Befehl Nr. 46125 des Obersten Kommandozentrums wurde das Oberkommando am 26. April 1943 um 24:00 Uhr zur Neuaufstellung der 57. Armee verwendet. Die Zusammensetzung der Armee entsprach nicht mehr ihrem Namen und Zweck, zudem wurde deutlich, dass mit Schützendivisionen gemischte Panzerarmeen nicht die notwendige Schlagkraft entwickeln konnten.
Der Sieg gab Anlass zur Hoffnung und Hitler glaubte angesichts des Erfolges, dass der Krieg noch nicht verloren sei.
Mit der erneuten Eroberung Belgorods ergab sich für die deutsche Führung die Gelegenheit, die im Frontbogen bei Kursk stehenden sowjetischen Kräfte abzuschnüren und zu zerschlagen. Generalfeldmarschall von Manstein wollte den Erfolg unmittelbar im Anschluss ausnutzen und die Verbände der Roten Armee bei Kursk sofort einschließen. Der Angriff auf Kursk wurde von Hitler jedoch mehrmals verschoben und fand letztlich erst im Juli 1943 unter dem Decknamen Unternehmen Zitadelle statt, was der Roten Armee genug Zeit verschaffte, um den Frontbogen zu verstärken und ihre Stellungen auszubauen. Dies hatte zur Folge, dass der deutsche Angriffsplan scheiterte. Bei ihrer darauf folgenden Gegenoffensive, der Belgorod-Charkower Operation, konnte die Rote Armee am 23. August Charkow erneut einnehmen – diesmal endgültig.